# Lekkoatletyka na Letnich Igrzyskach Paraolimpijskich 2008 – maraton mężczyzn kl. T52
Maraton mężczyzn kl.T52 podczas Letnich Igrzysk Paraolimpijskich 2008 rozegrano 17 września o godzinie 7:30. W rozgrywkach wzięło udział 7 sportowców z 6 krajów.

## Wyniki
| Poz. | Zawodnik            | Narodowość        | Rezultat | Uwagi |
| ---- | ------------------- | ----------------- | -------- | ----- |
| 1    | Thomas Geierspicler | Austria           | 1:40:07  | WR    |
| 2    | Hirokazu Ueyonabaru | Japonia           | 1:40:10  |       |
| 3    | Toshihiro Takada    | Japonia           | 1:40:20  |       |
| 4    | Santiago Jose Sanz  | Hiszpania         | 1:42:05  |       |
| 5    | Steven Toyoji       | Stany Zjednoczone | 1:58:37  |       |
| 6    | Clayton Gerein      | Kanada            | 2:08:04  |       |
| 7    | Omar Zidi           | Tunezja           | 2:09:04  |       |